# Fascia pectoralis

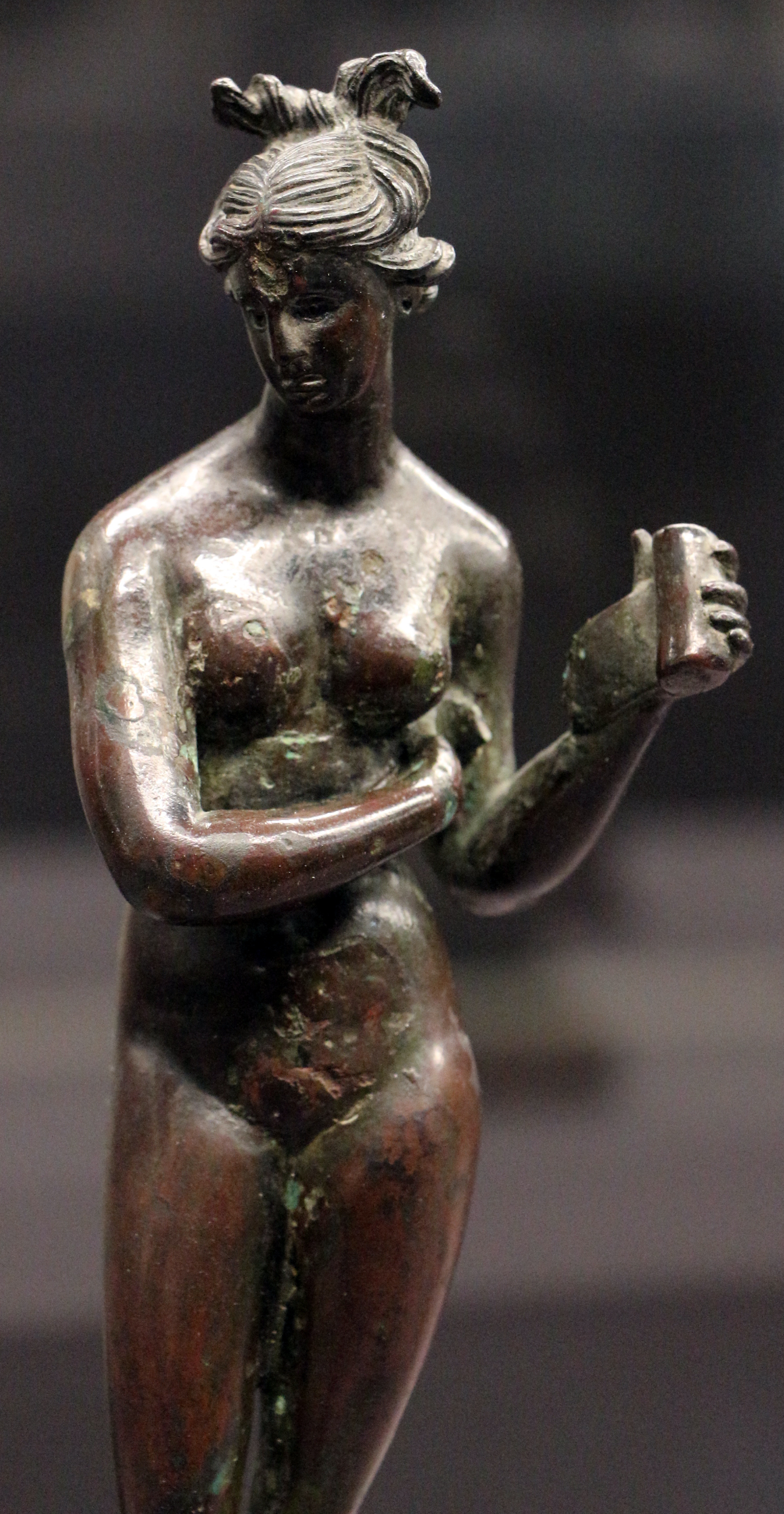
Venus mit Brustbinde, antike Bronzestatuette im Archäologischen Nationalmuseum Florenz

Die fascia pectoralis (lat., auch Fascia mamilla oder griechisch στρόφιον/stróphion, lateinisch Strophium, auch Brustbinde genannt) war ein Teil der Unterbekleidung von Frauen im antiken Rom. Es handelte sich dabei um eine unter Tunika und Palla getragene Stoffbinde, welche die Brüste verhüllte und stützte.
Dieser Vorläufer des Büstenhalters wurde auch beim Sport von den Athletinnen der antiken Welt zusammen mit einer kurzen Hose (Subligaculum)  getragen.